# Велике Родне
Велике Родне (словен. Velike Rodne) су насељено место у општини Рогашка Слатина, Савињска регија, Словенија.

## Историја
До територијалне реорганизације у Словенији биле су у саставу старе општине Шмарје при Јелшах.

## Становништво
У попису становништва из 2011. године Велике Родне су имале 164 становника.
| Број становника према пописима | Број становника према пописима | Број становника према пописима |
| ------------------------------ | ------------------------------ | ------------------------------ |
| 1991                           | 2002                           | 2011                           |
| 146                            | 152                            | 164                            |